# 迦陵频伽

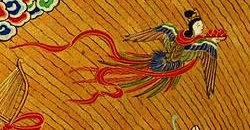
「阿彌陀經變相」中的迦陵頻伽

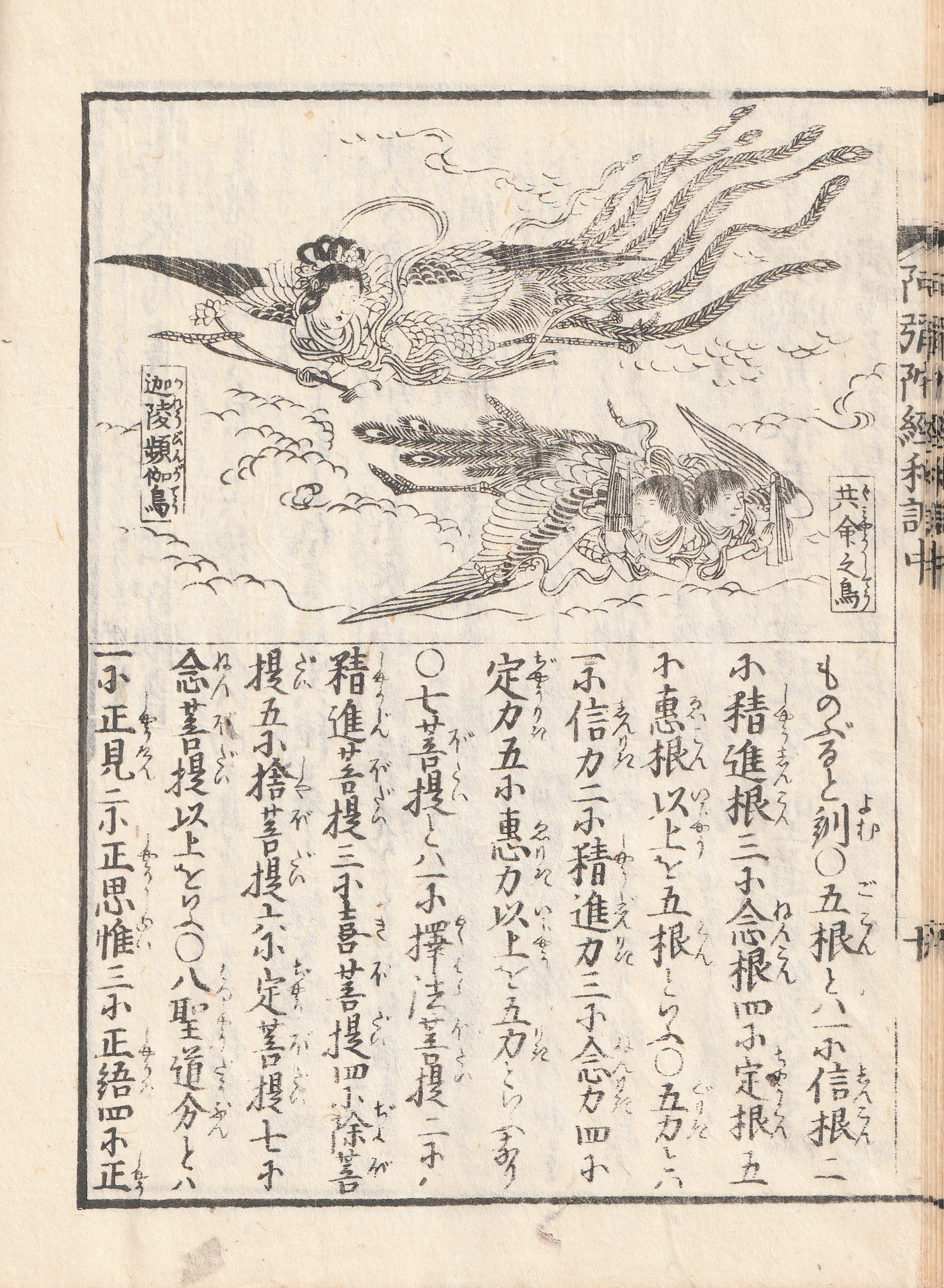
『阿彌陀經和訓圖會』(1864年) 迦陵頻伽和共命鳥

迦陵频伽，意譯「妙音鳥」、「好聲鳥」、「逸音鳥」、「妙聲鳥」，又稱作「歌羅頻伽鳥」、「羯邏頻迦鳥」、「迦蘭頻伽鳥」、「迦陵毘伽鳥」，佛教傳說生物，外型為人首鳥身，有很長的尾巴，在佛经中说他声音美妙，能颂佛经。迦陵频伽又可解释为飞天中的一员。『阿彌陀經』記載，和共命鳥同樣住在極樂淨土。
傳說中此鳥產自印度，本來出自雪山，山谷曠野中亦多。迦陵频伽外形顏色黑似雀，喙部呈紅色，羽毛十分華美，上身為人，下身为鸟，有翼故能飛。在卵殼中即能鳴叫，聲音清婉。其聲音為天、人、緊那羅、一切鳥類所不及。